# Gabriel François de Hatte de Longuerue
Gabriel François de Hatte de Longuerue, né au Vigan (Gard) le 17 février 1778 et mort le 6 octobre 1852, est un militaire français. 

## Biographie
Son père servait dans l'Inde en qualité de maréchal de camp, il était mort en 1784. À l'époque de la Révolution française le jeune marquis de Longuerue émigra avec sa mère ; rentré en France en 1800, il fit en 1803 partie du camp de Boulogne, attaché au cabinet topographique et interprète du Premier Consul. Lieutenant des Guides en 1804, Aide-de-camp du général Lauriston, il fit en 1805 la campagne des Antilles et assista aux batailles navales du cap Finisterre et de Trafalgar.
Il se trouva à la bataille d'Austerlitz, fut nommé lieutenant au 1er dragons, fit les campagnes de Prusse et de Pologne; blessé à la bataille de Friedland et nommé capitaine au 27e dragons.
Il fut en 1808 aide-de-camp du duc de Padoue et capitaine aux dragons de la Garde impériale, fit la campagne d'Espagne, revint en France avec l'Empereur en 1809, fit la campagne d'Autriche, fut nommé, en 1810, chef d'escadron aide-de-camp de Lauriston, et attaché à l'ambassade de Vienne pour le mariage de Napoléon Ier.
Attaché à l'ambassade de Russie, en 1811, il fit la campagne de 1812 et fut blessé pour la deuxième fois à Krasnoé. Lieutenant-colonel en 1813 au 2e cuirassiers; colonel chef d'état-major auprès du comte Gérard en 1814, il fit la campagne de France et se battit à Montereau. Il assista à la bataille de Waterloo, fut licencié et mis en demi-solde jusqu'en 1823. À cette époque il fut de nouveau aide-de-camp de Lauriston, puis en disponibilité ; il fut en 1826 nommé chef d'état-major au camp de Saint-Omer, et en 1827 chef d'état-major de la 6e division à Besançon.
Il a été nommé maréchal de camp en 1834, après 31 ans de service et 20 ans de grade de colonel. Il est commandeur de la Légion d'honneur et décoré de plusieurs ordres étrangers.